# David Bardsley
David John Bardsley (ur. 11 września 1964 w Manchesterze) – angielski piłkarz występujący na pozycji obrońcy.
W barwach Watfordu, Oxfordu United i Queens Park Rangers rozegrał łącznie 375 spotkań i zdobył 12 bramek w rozgrywkach Division One oraz Premier League. Zadebiutował w Division One jako zawodnik Watfordu, 26 listopada 1983 w przegranym 1:2 meczu z Luton Town, a 5 maja 1986 w wygranym 5:1 pojedynku z Chelsea strzelił swojego pierwszego gola w tych rozgrywkach.
W reprezentacji Anglii zadebiutował 9 września 1992 w przegranym 0:1 towarzyskim meczu z Hiszpanią. W drużynie narodowej zagrał dwa razy.